# インゲボルク・バッハマン

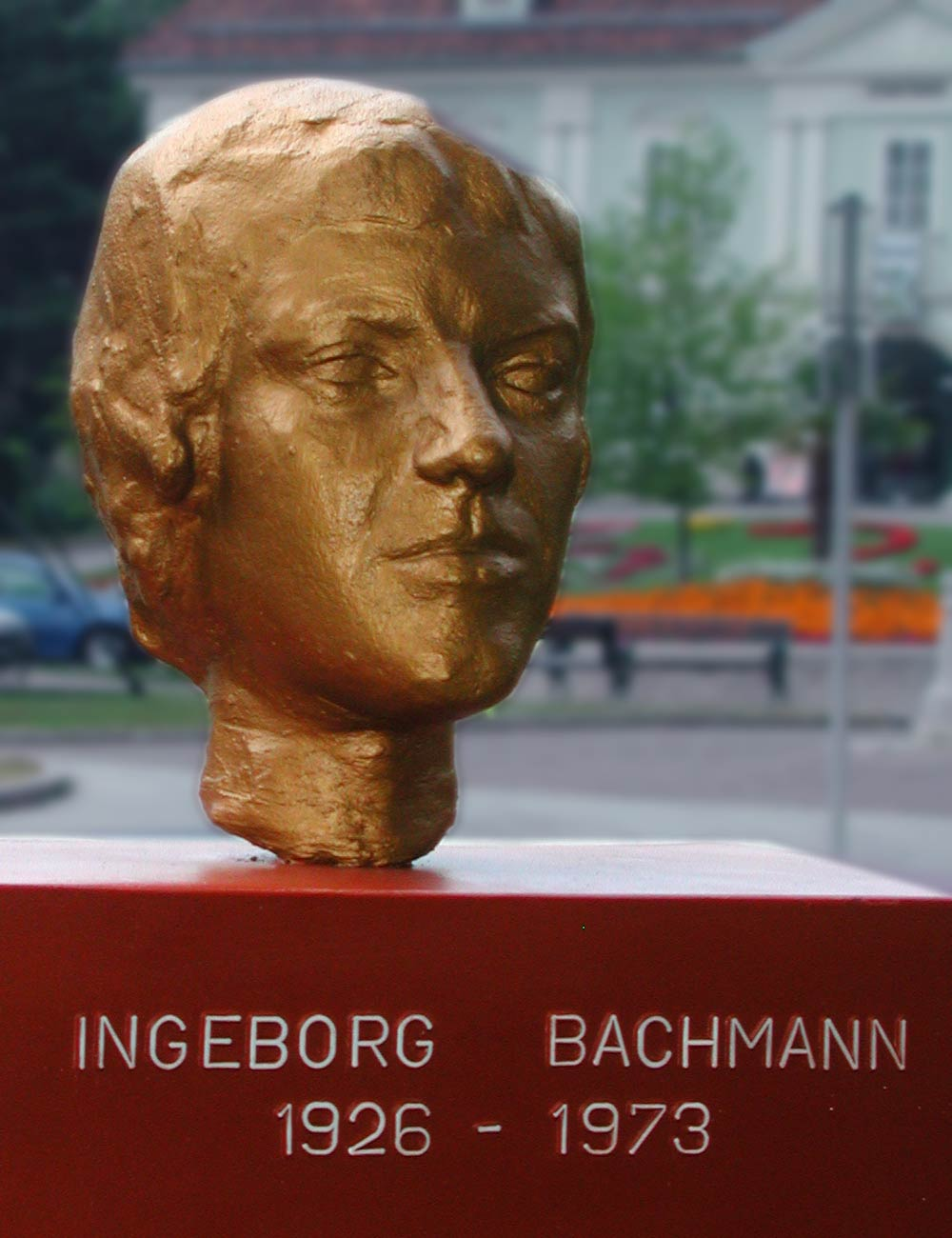
バッハマンの像

インゲボルク・バッハマン（Ingeborg Bachmann、1926年6月25日 - 1973年10月17日）は、オーストリアの詩人、小説家。
ケルンテン州のクラーゲンフルトに生まれる。インスブルック、グラーツ、ウィーンの大学で哲学、心理学、文献学、法律学を学び、1949年にウィーン大学にて哲学の博士号を取得、学位論文ではマルティン・ハイデッガーを論じた。大学卒業後、脚本家兼編集者としてオーストリアのラジオ局 Rot-Weiss-Rot （赤・白・赤）に勤務し放送劇を執筆。47年グループの作品発表会で詩作品が評価を得、1953年に詩集『猶予の時』で詩人としてデビュー。当時の戦争文学とは一線を画した鮮烈な作品で一躍文壇に名を馳せた。同年ローマに住居を移し、そこで詩、エッセイ、オペラの台本などを執筆、1964年のゲオルク・ビュヒナー賞を始め数々の文学賞を受賞した。またマックス・フリッシュとの結びつきからスイスに移り、フリッシュの『我が名はガンテンバイン』では主役の1人となっている。
1971年、長編小説『マリーナ』を発表。『マリーナ』はウィーンの社交界を舞台にした長編三部作の第1作として執筆されたが、1973年、次作の完成前にローマの自宅で重度の火傷を負い、10日後に死去。死後彼女の功績を記念してクラーゲンフルト市によりインゲボルク・バッハマン賞（en:Ingeborg Bachmann Prize）が創設された。
「イェイツ、ヴァレリー、エリュアール等の流れをくむ彼女の詩には、豊かな思想性、独特な比喩と語法、時として晩年のリルケの詩を思わせる音楽性などが見受けられる」。「バッハマンは女性の細やかな思いやりと不正にたいする断固たる反撃姿勢を融合させた比類ない作家であり、彼女の死後いよいよ盛んになった女性文学にとって大きな指標と目されている」。

## 主要作品
- Die gestundete Zeit (1953)「猶予された時」（『インゲボルク・バッハマン全詩集』、中村朝子訳、青土社、2011年、所収） - 詩集
- Die Zikaden (1955)「蝉」 - 放送劇
- Anrufung des Grossen Bären (1956) 「大熊座の呼びかけ」（『インゲボルク・バッハマン全詩集』、中村朝子訳、青土社、2011年、所収） - 詩集
- Der gute Gott von Manhattan (1958) 「マンハッタンの良き神」 - 放送劇
- Das dreißigste Jahr (1961) 『三十歳』（松永美穂訳、岩波文庫、岩波書店、2016年） - 小説集
- Malina (1971) 『マリーナ』（神品芳夫・神品友子訳、晶文社、1973年）- 長編小説
- Simultan (1972) 『ジムルターン』（大羅志保子訳、鳥影社ロゴス企画部、2004年） - 小説集